# Escola Firjan SESI
A Escola Firjan SESI é uma instituição de ensino que oferece educação para a população do Estado do Rio de Janeiro. Ela segue o conteúdo educacional oficial do Ministério da Educação, mas utiliza uma metodologia denominada "SESI Educa", desenvolvida pelo SESI e reconhecida pelo Conselho Estadual de Educação. A escola atende alunos da educação infantil, do ensino fundamental, do ensino médio e de cursos de Educação para Jovens e Adultos (EJA). Ela prioriza três aspectos em sua metodologia: a tecnologia educacional, de forma a utilizar as novas ferramentas em favor da educação; a criatividade, característica sempre presente num mundo em constante mudança; e a busca pela inovação, qualidade necessária para aqueles que desejam um dia contribuir para a criação e o aprimoramento de produtos, serviços e processos para a sociedade. Alunos da EJA que se enquadram na categoria considerada de "baixa renda" têm a chance de se inscrever e participar de um sorteio que isenta os vencedores do pagamento das mensalidades.

## Metodologia
A metodologia da Escola Firjan SESI se chama "SESI Educa". Por ser interdisciplinar, agrega diversas áreas para a realização dos projetos dos alunos. Caso o tema em questão seja mudanças climáticas, por exemplo, disciplinas de Geografia, História e Matemática podem ser usadas para incrementar o conteúdo ao trabalhar conceitos como seca no Nordeste, migração e enchentes. Trata-se de uma abordagem colaborativa que busca favorecer a construção coletiva do conhecimento e estimular pensamento, interpretação e raciocínio, além de autonomia e visão crítica. Algumas vezes, a própria família do aluno participa do processo, que leva em consideração o perfil do estudante com base em três características: "interesse, condição de vida e trabalho".

## Tecnologia educacional
O uso das novas tecnologias de informação e comunicação (NTICs) como ferramenta pedagógica é um traço característico da Escola Firjan SESI, cujas salas de aula são equipadas com computador, data show e lousa digital.Para isso, inclui em seu currículo disciplinas que vão além do Currículo Nacional Comum, como robótica educacional e lego educacional. Por ser parte do Firjan SESI, a Escola também conta com a sala SESI Matemática, cujo objetivo é “estimular o aprendizado utilizando games”, que já foram atração na Semana Nacional de Ciência e Tecnologia. A iniciativa nem sempre é bem aceita, pois atualizar implica mudar: “A instituição escolar é altamente conservadora, resistente à incorporação de novas tecnologias que signifiquem uma ruptura radical com práticas anteriores”, como passar a utilizar PCs e internet. Ainda assim, as NTICs vieram para ficar e “o uso do computador representa uma grande mudança social, atual e necessária na escola”.

## Criatividade
Além da tecnologia, outra forma usada pela Escola Firjan SESI para educar é o exercício da criatividade. Alunos do quarto ano, por exemplo, chegaram a produzir um jornal, passando pelas fases de pauta, entrevista e redação. Para isso, eles aprenderam o passo-a-passo pela lousa digital e formataram suas reportagens em um software de edição de texto.Em Petrópolis, o sucesso da série de livros Diário de um Banana entre as crianças inspirou ação pedagógica para o desenvolvimento da escrita por meio de redação de diário pessoal. Mas nem sempre o conhecimento é transmitido entre quatro paredes: às vezes é mais proveitoso ensinar ao ar livre, como acompanhar um treino de futebol para aprender sobre a importância da prática de exercícios.

## Atitude inovadora
Tecnologia e criatividade podem dar mais resultado quando colocadas em prática numa atitude inovadora. A Escola Firjan SESI estimula a inovação participando do prêmio Atitude Inovadora, que reconhece os melhores produtos nas seguintes categorias: brinquedos; projetos aplicáveis ao processo educacional; novos produtos e processos para a indústria; e produtos, processos e metodologias para a qualidade de vida.Invenções bem-sucedidas (apresentadas na Semana Nacional de Ciência e Tecnologia) incluem o teclado gigante –– criado para ser usado por um menino de 9 anos com problema de coordenação motora;jogos educativos em metrologia e geografia; e um jogo com peças em alto relevo para tornar mais acessíveis, a alunos com deficiência visual, as obras de arte de Van Gogh e Tarsila do Amaral.